# Либертивил (Алабама)
Либертивил (енгл. Libertyville) град је у америчкој савезној држави Алабама. По попису становништва из 2010. у њему је живело 117 становника.

## Демографија
Према попису становништва из 2010. у граду је живело 117 становника, што је 11 (10,4%) становника више него 2000. године.
| Група             | 2000.      | 2010.       |
| Белци             | 96 (90,6%) | 104 (88,9%) |
| Афроамериканци    | 0 (0,0%)   | 1 (0,9%)    |
| Азијати           | 4 (3,8%)   | 0 (0,0%)    |
| Хиспаноамериканци | 1 (0,9%)   | 5 (4,3%)    |
| Укупно            | 106        | 117         |